# Meurthe-et-Moselle
Meurthe-et-Moselle je francouzský departement ležící v regionu Grand Est, historicky v Lotrinsku. Je pojmenován podle řek Mosely a Meurthe. Jeho rozloha je 5246 km². Žije v něm 726 592 obyvatel (2007). Hlavním městem je Nancy.

## Historie

Vývoj hranic Alsaska a Lotrinska od roku 1871.

Departement Meurthe-et-Moselle vznikl 7. září 1871 v důsledku Frankfurtského míru řešícího prusko-francouzskou válku. Tehdy musela Francie odstoupit Prusku Alsasko a severovýchod Lotrinska, konkrétně severovýchodní část departementu Meurthe a téměř celý departement Moselle. Z těch jejich částí, které zůstaly Francii, byl vytvořen nový správní celek nazvaný „Meurthe a Moselle“.
Departement zůstal takto zachován i poté, co byla zabraná část Lotrinska po první světové válce opět připojena k Francii. Z navráceného území byl vytvořen nový departement Moselle (zahrnující tak i část původního území Meurthe).